# Helene Luise Köppel
Helene Luise Köppel (* 24. November 1948 in Schweinfurt) ist eine deutsche Schriftstellerin. Sie ist Mitglied im Verband Deutscher Schriftsteller.

## Leben
Köppel lebt und arbeitet als freie Autorin in Schweinfurt und in ihrer Wahlheimat im südfranzösischen Collioure.
Ihr literarisches Werk umfasst momentan (2015) fünf historische Romane, in welchen Köppel die Glaubensbewegung der Katharer und die Geschichte des Heiligen Grals thematisiert, einen historischen Kurzgeschichtenband (E-Book) sowie vier Gegenwartsromane (Thriller/Psychothriller) mit historischen Bezügen (Hugenottenverfolgung, Drittes Reich, Cagots etc.).

## Werke
- Die Ketzerin von Montsegur. Aufbau-Taschenbuch-Verlag, Berlin 2003, ISBN 3-7466-1869-X
- Die Erbin des Grals. Rütten & Loening Verlag, Berlin 2003, ISBN 3-352-00702-0
- Das Gold von Carcassonne, Aufbau-Taschenbuch-Verlag, Berlin, ISBN 978-3-7466-2329-0 (früherer Titel Die Geheimen Worte).
- Die Affäre Calas, Aufbau-Taschenbuch-Verlag, Berlin, ISBN 978-3-7466-2370-2
- Carcassonne – Das Schicksalsrad. Hans im Glück Verlag, München 2009 (nur als Beilage zu dem gleichnamigen Spiel erhältlich).
- E-Books – HLK Sonderedition KATHARER-Romane:
  - Alix – Das Schicksalsrad
  - Sancha – Das Tor der Myrrhe
  - Rixende – Die Geheimen Worte
  - Esclarmonde – Die Ketzerin vom Montségur
  - Marie – Die Erbin des Grals
  - Aus dem Land der Katharerburgen – Leseproben & mehr
  - Sanchas Hofnarr – Kurzgeschichten
- E-Books und Taschenbücher – HLK Sonderedition SÜDFRANKREICH-Thriller:
  - Die Affäre C. (2013, ISBN 978-1-4929-1304-7)
  - Die Sache des Fuchses (2014, ISBN 978-1-5033-5178-3) (Erweiterte Sonderausgabe des Romans Die Affäre C.)
  - Blut.Rote.Rosen (2013, ISBN 978-1-4912-7860-4)
  - Talmi (2014, ISBN 978-1-4996-0045-2)
  - Salamandra (2015, ISBN 978-3-7386-4785-3)